# Akkalasandra, Turuvekere
Akkalasandra là một làng thuộc tehsil Turuvekere, huyện Tumkur, bang Karnataka, Ấn Độ.